# NGC 3813
NGC 3813 este o galaxie spirală situată în constelația Ursa Mare. A fost descoperită în 28 aprilie 1785 de către William Herschel. Se află la o distanță de 21,48 de megaparseci de Pământ.